# Équipe des Pays-Bas masculine de kayak-polo
L'équipe des Pays-Bas de kayak-polo est l'équipe masculine qui représente les Pays-Bas dans les compétitions majeures de kayak-polo.
Elle est constituée par une sélection des meilleurs joueurs néerlandais.
Actuellement championne du monde, elle compte à son palmarès trois titres de champion du monde (en 2004, 2008 et 2012), deux titres de vice-champion du monde (en 2000 et 2002), et deux titres de champion d'Europe (2003 et 2007).

## Joueurs actuels
Sélection pour les Championnats du monde de kayak-polo 2012
| Numéro | Nom                   | Club              | Date de naissance |
| ------ | --------------------- | ----------------- | ----------------- |
| 1      | Jeroen Dieperink      |                   |                   |
| 2      | Martijn Vries         |                   |                   |
| 3      | Bryce Hollmann        | Michiel de Ruyter | 10 février 1991   |
| 4      | Joost Horstink        | Groningen         | 12 octobre 1987   |
| 5      | Sjoerd van den Helder | Michiel de Ruyter | 12 janvier 1989   |
| 7      | Jurjen Hallegreaff    |                   |                   |
| 8      | Jouke Sjollema        | Michiel de Ruyter | 25 juin 1991      |
| 9      | Michiel Schreurs      |                   |                   |
| 10     | Kasper Schagen        |                   |                   |

Sélection pour les Championnats d'Europe de kayak-polo 2007
| Numéro | Nom                | Club | Date de naissance |
| ------ | ------------------ | ---- | ----------------- |
| 19     | Thomas Bartels     |      |                   |
| 1      | Jeroen Dieperink   |      |                   |
| 21     | Jurjen Hallegreeff |      |                   |
| 12     | Wouter Ottjes      |      |                   |
| 17     | Erwin Ross         |      |                   |
| 24     | Michiel Schrenro   |      |                   |
| 9      | Bart Verkissen     |      |                   |

## Palmarès
Parcours aux championnats d'Europe
- 1995 : 3e
- 1997 : 5e
- 1999 : 4e
- 2001 : 3e
- 2003 : 1re
- 2005 : 3e
- 2007 : 1re
- 2009 : 4e
- 2011 : 4e

Parcours aux championnats du Monde
- 1994 : 4e
- 1996 : 6e
- 1998 : 4e
- 2000 : 2e
- 2002 : 2e
- 2004 : 1re
- 2006 : 3e
- 2008 : 1re
- 2010 : 7e

Parcours aux jeux mondiaux
- 2005 : 1re
- 2009 : 2e
- 2013 : 4e